# Boeg-Dnjestrcultuur
De Boeg-Dnjestrcultuur (ca. 6.500 tot 5000 v. Chr.), is een archeologische cultuur van het neolithicum in het gebied van het huidige Moldavië en Oekraïne aan de Dnjestr en Zuidelijke Boeg rivieren.
Het neolithicum van deze regio ontwikkelde zich uit de lokale mesolithische Koekrekcultuur.
De ontwikkeling van deze cultuur onderging in zijn 1500-jarige geschiedenis verschillende fasen. In de vroege fase bezat de Boeg-Dnjestrcultuur nog geen aardewerk. De mensen leefden van de jacht op bizons, herten en wilde zwijnen en de vangst van voorn, snoek en paling. Bewijzen voor de aanwezigheid van landbouw werden nog niet gevonden.
Vanaf ongeveer 5800 v.Chr. is de eerste keramiek bekend. De vrijwel vlakke of spitsbodemige kruiken zijn versierd met golvende lijnen. Invloeden van de Starčevocultuur leidden tot belangrijke veranderingen in de Boeg-Dnjestrcultuur. Het aardewerk leek vanaf nu sterk op dat van de Starčevocultuur, en in plaats van wild gras werd nu net als in Zuid-Europa steeds meer eenkoorn, emmer en spelt gebruikt.
Rond 5500 v.Chr. veranderde de keramiekstijl weer. Kenmerken van de Starčevocultuur werden vervangen door die van de bandkeramische cultuur. De mensen van de bandkeramiek waren waarschijnlijk afkomstig van de Boven-Dnjestr en drongen waarschijnlijk tot aan de benedenloop van de Donau door. Kuilwoningen werden vervangen door langhuizen.
Omstreeks 5270 v.Chr. ontwikkelde de bandkeramische cultuur in Oostenrijk een nieuwe decoratieve stijl van aardewerk, de zogenaamde Notenkopfkeramik. Deze stijl verspreidde zich snel via Slowakije en Polen tot aan de Westelijke Boeg en vandaar langs Dnjestr en Proet tot in Oekraïne en Roemenië.
Later ging de Boeg-Dnjestrcultuur op in de Cucutenicultuur. Elementen van de bevolking migreerden naar het gebied van de Dnjepr-Donetscultuur, waar zij een rol speelden in het creëren van de Sredny Stogcultuur.